# نیکل (سکه ایالات متحده آمریکا)
نیکل (انگلیسی: Nickel) یک سکه پنج سنتی است که توسط ضرابخانه ایالات متحده ضرب می‌شود. این قطعه متشکل از مس و نیکل (۷۵ درصد مس و ۲۵ درصد نیکل) است که از سال ۱۸۶۶ تولید شده‌است. قطر آن ۰٫۸۳۵ اینچ (۲۱٫۲۱ میلی‌متر) و ضخامت آن ۰٫۰۷۷ اینچ (۱٫۹۵ میلی‌متر) است.
نیم سکه نقره، معادل پنج سنت، از سال ۱۷۹۲ تا ۱۸۷۳ قبل از نسخه کوپرونیکل امروزی منتشر شد. جنگ داخلی آمریکا باعث مشکلات اقتصادی شد و طلا و نقره را از گردش خارج کرد. در پاسخ، به جای سکه‌های کم ارزش، ابتدا دولت ارز کاغذی منتشر کرد. در سال ۱۸۶۵، پس از اینکه اسپنسر ام. کلارک، رئیس اداره ارز (امروزه دفتر حکاکی و چاپ)، تصویر خود را بر روی اسکناس قرار داد، کنگره اسکناس کسری پنج سنت را لغو کرد. پس از معرفی موفقیت‌آمیز قطعات دو سانت و سه سانت بدون فلز گرانبها، کنگره همچنین یک قطعه پنج سنتی متشکل از فلز پایه را مجاز کرد. ضرابخانه ساخت این نسخه را در سال ۱۸۶۶ آغاز کرد. طراحی اولیه نیکل Shield از سال ۱۸۶۶ تا ۱۸۸۳ ساخته شد، سپس با نیکل لیبرتی هد جایگزین شد. نیکل بوفالو در سال ۱۹۱۳ به عنوان بخشی از تلاش برای افزایش زیبایی سکه‌های آمریکایی معرفی شد.